# Velomobiel
 (novembre 2010).
Si vous disposez d'ouvrages ou d'articles de référence ou si vous connaissez des sites web de qualité traitant du thème abordé ici, merci de compléter l'article en donnant les références utiles à sa vérifiabilité et en les liant à la section « Notes et références ».

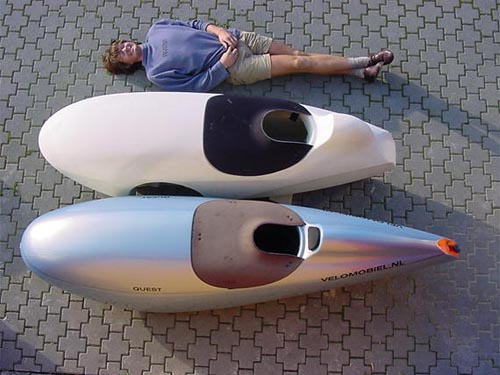
Ymte Sijbrandij à côté des deux premiers modèles de Velomobiel.nl : le Quest (en bas) et le Mango.

La marque velomobiel.nl, basée aux Pays-Bas, à Dronten, conçoit et vend des vélomobiles.
Elle a conçu les modèles Quest, Mango, Strada. Le Mango n'est plus fabriqué chez eux. Ymte Sijbrandij la quitte et fonde Intercitybike.nl.

## Origine du nom
Avec l’IHPVA, devenue en 2001 WHPVA (en), le terme « vélomobile » est diffusé pour les vélos couchés et trikes qui sont carénés.
Pour distinguer leur marque de ce nom commun, les créateurs du Quest retiennent la traduction velomobiel.nl pour leur firme.

## Modèles

### Quest
Le Quest est l'un des rares vélomobiles sur le marché à intégrer entièrement les roues avant dans la carrosserie, ce qui lui confère une grande efficacité aérodynamique, allié avec le profil très longiligne (longue queue).
Il n'est pas très léger (sur les versions récentes, le poids est en baisse), manque de maniabilité, et, un peu, de stabilité en virage. C'est un vélomobile répandu et apprécié pour ses performances.
Fin 2005, une nouvelle version apparaît avec une roue arrière de 26 pouces : train de chaîne unique plus simple avec dérailleur bas. L’extérieur reste inchangé.
Il convient aux personnes de grande, voire de très grande taille.
Vers 2009 des améliorations ont fait baisser son poids total de 38 à 34 kg pour la version normale, alors qu'une version plus chère dont la coque est en carbone apparaît fin 2010 en apportant encore une substantielle baisse de poids.
La version carbone (1000 € de plus) permet de gagner encore 3 kg, et une version XS (au même prix) d'une taille réduite et encore plus légère convient aux personnes de moins d'1,78 m. La version XS peut aussi être faite avec une structure en fibre de carbone.
Environ 960 exemplaires numérotés auront été fabriqués fin 2014, et vendus en très grande majorité aux Pays-Bas. Ce qui en fait de loin le vélomobile le plus vendu.
Principales caractéristiques :
- long et profilé, très aérodynamique, testé en soufflerie
- Tête dehors : La carrosserie laisse dépasser la tête du pilote à l'extérieur
- garde au sol réduite (pour la stabilité)
- grand rayon de braquage : 11 m (selon pneus)
- les trois roues sont dotées d'une suspension : bon confort
- inclinaison du siège ajustable de 35 à 40°
- rentrer et sortir de son véhicule demande de s'y faufiler en faisant attention
- Dimensions : longueur 285 cm,  largeur 76,5 cm, poids tout équipé : 38 kg (avec batteries)
- La taille de la carrosserie ménage un espace assez important pour les bagages
- Entretien réduit : Freins à tambour, chaîne très protégée contre les projections

Il est vendu à partir de 6 250 €.

### Mango
Le modèle Mango, apparu en septembre 2002, a une orientation est plus polyvalente :
- la carrosserie laisse voir le côté extérieur des roues
- L'ouverture supérieure est plus grande
- la carrosserie est plus courte, et donc plus légère

Ces différences en font un vélomobile plus pratique et maniable que le Quest, surtout en ville, et moins performant en vitesse de croisière sur le plat. Il résulte aussi de ses pièces plus standard et sa taille moindre, un prix moins élevé.
Il est monté et amélioré en permanence par Sinner Ligfietsen. Sinner en fabrique aussi la coque depuis le numéro 150 (auparavant fabriquée par Beyss).
Le Mango + est annoncé à 32,5 kg et vendu à partir de 5 490 €. Le Mango Sport pèse 27,5 kg seulement et est vendu 5 950 €. Une version toute équipée, nommée Mango Sport Red Edition, est vendue 7 290 € avec un équipement complet et de qualité.
Un ensemble d'améliorations a été apporté en 2014. Elles rendent ce vélomobile plus performant (efficacité de la transmission) et plus stable (précision de la direction).

### Strada
Le modèle Strada est apparu en 2009. Il se situe, en longueur, entre le Quest et le Mango. Il ressemble techniquement au Mango (Accessibilité, roues côté extérieur de la carrosserie), dont il est le concurrent. Son objectif est d'être plus pratique et maniable que le Quest, au prix d'une perte en performance aérodynamique à vive allure. Il est donné pour 35 kg et son prix de base est de 5 850 €. Il existe une version carbone, plus légère, pour 1000 € de plus. Fin 2014, Il s'en est vendu plus de 130.

### Quattrovelo
C'est le seul vélomobile à quatre roues. Conçu sur la base du Quest, il apporte plus de stabilité en virage, plus de confort, une capacité d'emport supérieure (bagages ou enfant). Les inconvénients sont un poids et une résistance au roulement qui nuisent aux performances.

## Historique

### Comment le Quest est-il apparu?
Les ex membres de l’équipe Flevobike, Allert Jacobs (comme designer et développeur) et Ymte Sijbrandij (pour développer la commercialisation) ont roulé 250 000 km dans des vélomobiles de leur conception en alu et fibre ! Avec plus tard Theo van Andel (production), ils décident de continuer à fabriquer des vélomobiles et fondent Velomobiel.nl en 1999.
Ils font aussi des pièces et de la maintenance d’Alleweder, des pièces pour le Limit, les Allemands Cab-bike, Go-One, ainsi que le nouvel Alleweder d’Alligt.
Leur quête (Quest) : rapide à rouler, rapide à fabriquer.
Inspirée d’une aile type « moulin Darrieus », deux modèles réduits sont testés en soufflerie. Le plus long se détache clairement, améliore l’aérodynamique de 30 % et la vitesse de 10 %. Un modèle grandeur nature en mousse est formé.
Beyss (qui fabrique sa propre gamme de vélomobiles, les Go-One), produit le carénage léger, rigide, pré peint en fibre de verre / résine époxy. Ce carénage entoure un cadre métallique suspendu qui incorpore des pièces standard : freins à tambour, chaîne, dérailleurs, deux roues avant directrices, et une arrière motrice ; 76 cm de large pour rouler sur la route (>75cm), et passer les portes (<80cm).

### Séparation
en 2014 l'entreprise se scinde.
Ymte Sibrandji fonde Intercitybike.nl et produit le DF, L'usine de production de carénage reste commune en Roumanie.